# Жозеф Нісефор Ньєпс
Жозеф Нісефор Ньєпс (фр. Joseph Nicéphore Niépce; 7 березня 1765, Шалон-сюр-Сон — 5 липня 1833, Сен-Лу-де-Варенн) — французький винахідник, найбільш відомий винаходом фотографії.

## Біографія
Народився в місті Шалон-сюр-Сон у Бургундії в аристократичній сім'ї. Його батько був адвокатом та радником короля, мати — дочка відомого юриста.
Жозеф навчався в колежах Шалона, Труа та Анже з 1780 по 1788 рік ораторського мистецтва. Хоча його готували до церковної кар'єри, він у 1792 році вирішив змінити свій напрям та вступив у революційну армію. Став армійським офіцером та брав активну участь у військових діях на Сардинії та в Італії. Погане здоров'я змусило його піти у відставку, і наступні 6 років він провів у Ніцці як державний чиновник. У 1795 році він одружився з Агнессою Рамеру.

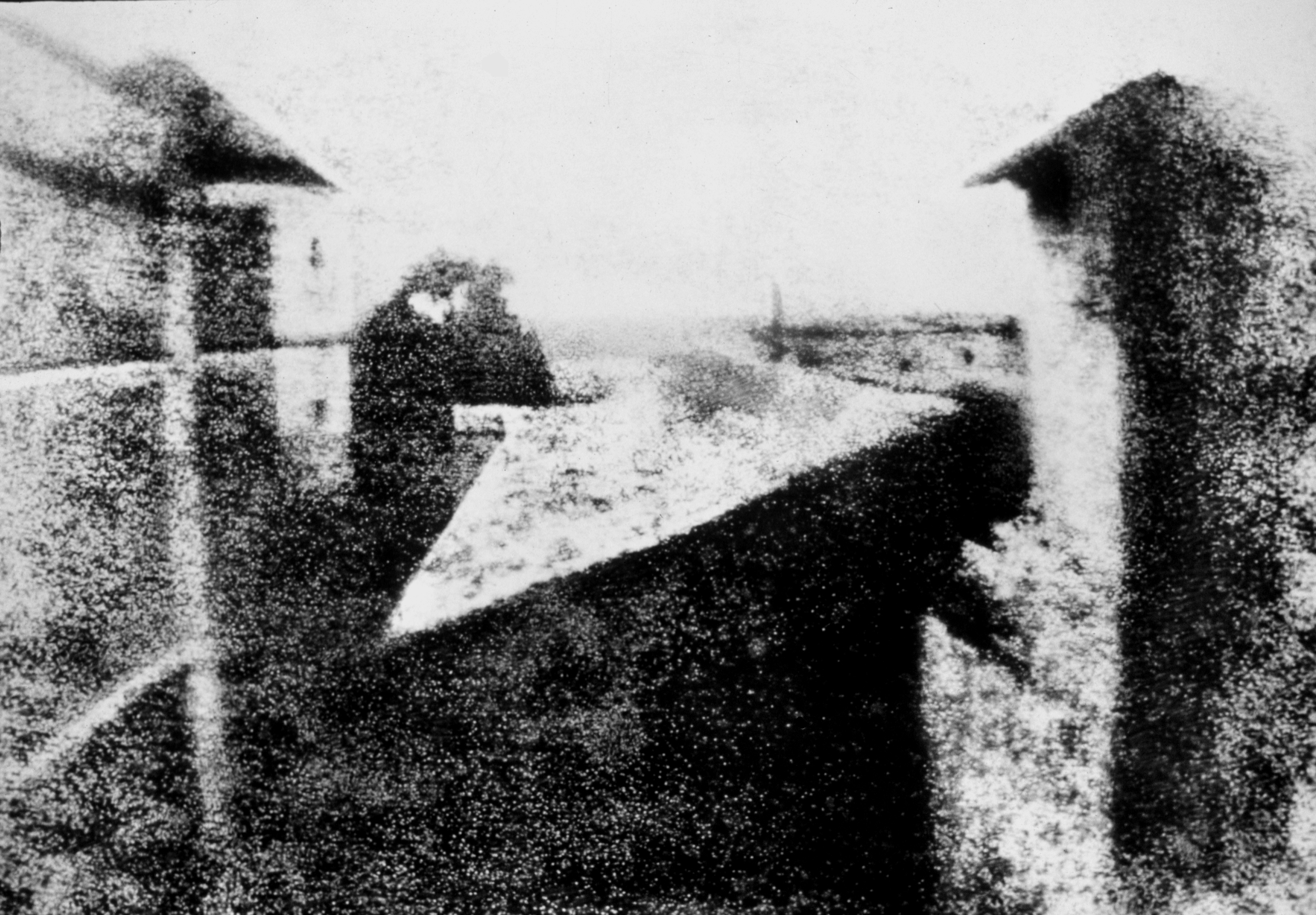
Найстаріша з фотографій Ньєпса, що збереглася до нашого часу. Зроблена близько 1826 року. Внесена до переліку ста фотографій, що змінили світ за версією Лайф.

Через 6 років Ньєпс повернувся в рідне місто до своєї матері та братів. Тут він почав займатися дослідами разом з братом Клодом. Першим винаходом був піреолофор-мотор зовнішнього горіння, за допомогою якого можна було рухати човен по Сені. У 1816 році почав працювати над отриманням фотографічного зображення. Спочатку використовувалася сіль срібла, що чорніє при контакті з денним світлом. Ньєпс зміг отримати негатив, однак при вивільненні срібної солі з камери знімок дуже почорнів. Надалі він намагався використовувати мідну або вапнякову пластинку, покриту асфальтом. Уперше Ньєпс отримав зафіксовані зображення близько 1822 року — «Накритий стіл».
У 1829 році 64-річний Жозеф захворів. Він та його брат Клод витратили всі свої гроші, отримані в спадок, на різні винаходи, але жоден з них не зробив їх багатими. Раніше в них не було необхідності думати про заробітки, оскільки сім'я Ньєпсів була забезпечена, всі вони отримали добру освіту та жили в розкішному домі в Шалон-сюр-Сон.
Геліографія стала основним його заняттям, і він віддав їй всі свої сили. Помер Жозеф Ньєпс у 1833 році в містечку Сен-Лу-де-Варенн.